# Escut d'Almoines
L'escut d'Almoines és un símbol representatiu oficial del municipi valencià d'Almoines (la Safor). Té el següent blasonament:
| « | Escut quadrilong de punta redona, migpartit i truncat. El primer quarter, partit: al primer, d'or, quatre pals de gules; al segon, de gules, les cadenes de Navarra d'or. Al segon quarter, en camp d'or, un bou passant de gules. Al tercer quarter, la representació eqüestre de sant Jaume: en camp d'argent sobre terrassa de sinople, sant Jaume a cavall del natural, amb una bandera blanca carregada d'una creu plana de gules. Per timbre, una corona reial oberta. | » |

## Història
Fou aprovat mitjançant el Reial Decret 2.908/1980, de 7 de novembre, publicat al BOE núm. 51, de 28 de febrer de 1981, i modificat segons la Resolució de 4 de setembre de 2003, del conseller de Justícia i Administracions Públiques, publicada al DOGV núm. 4.591, de 19 de setembre de 2003.
A la part superior apareixen les armories dels antics senyors del poble: els ducs d'Híxar (amb les armes d'Aragó i Navarra) i, a partir del 1500, els ducs de Gandia (amb les armes dels Borja). A sota, la representació de sant Jaume, patró del poble.